# Gullegem Koerse
Gullegem Koerse is een eendaagse wielerwedstrijd die volledig plaatsvindt in Gullegem.  Gullegem Koerse wordt ook wel de Grote Prijs Marcel Bekaert genoemd. Dit is een eerbetoon aan de vroegere organisator van de wedstrijd, Marcel Bekaert. Gullegem Koerse is een van de bekendste kermiskoersen van België en heeft als bijnaam "de koningin der kermiskoersen". De wedstrijd wordt over om-en-nabij de 170 kilometer verreden op een plaatselijk parcours.
De wedstrijd in 2007 telde Gullegem Koerse het hoogste aantal van 265 deelnemers, van 27 ploegen, waaronder namen als Tom Boonen, Stijn Devolder, Niko Eeckhout, Leif Hoste, Nico Mattan, Robbie McEwen, Nick Nuyens, Gert Steegmans en Peter Van Petegem.

## Mediabelangstelling
In 2005 stond Gullegem Koerse even in de belangstelling van de nationale sportpers nadat voormalig Belgisch kampioen Ludovic Capelle positief was bevonden op de dopingcontrole na de wedstrijd. Dit werd later echter herroepen door procedurefouten. In 2009 was er ook mediabelangstelling doordat Tom Boonen hier zijn rentree maakte nadat hij geschorst was wegens het gebruik van cocaïne.

## Lijst van winnaars

### Meervoudige winnaars
| Overwinningen | Renner            | Jaren      |
| ------------- | ----------------- | ---------- |
| 2             | Willy Truye       | 1955, 1960 |
| 2             | Eric Leman        | 1968, 1971 |
| 2             | Michel Cornelisse | 1993, 1996 |
| 2             | Wouter Weylandt   | 2009, 2010 |
| 2             | Yves Lampaert     | 2017, 2019 |

### Overwinningen per land
| Overwinningen | Land                         |
| ------------- | ---------------------------- |
| 73            | België                       |
| 3             | Nederland                    |
| 2             | Verenigd Koninkrijk          |
| 1             | Frankrijk, Italië, Slowakije |

1942 · 1943 · 1944 · 1945 · 1946 · 1947 · 1948 · 1949 · 1950 · 1951 · 1952 · 1953 · 1954 · 1955 · 1956 · 1957 · 1958 · 1959 · 1960 · 1961 · 1962 · 1963 · 1964 · 1965 · 1966 · 1967 · 1968 · 1969 · 1970 · 1971 · 1972 · 1973 · 1974 · 1975 · 1976 · 1977 · 1978 · 1979 · 1980 · 1981 · 1982 · 1983 · 1984 · 1985 · 1986 · 1987 · 1988 · 1989 · 1990 · 1991 · 1992 · 1993 · 1994 · 1995 · 1996 · 1997 · 1998 · 1999 · 2000 · 2001 · 2002 · 2003 · 2004 · 2005 · 2006 · 2007 · 2008 · 2009 · 2010 · 2011 · 2012 · 2013 · 2014 · 2015 · 2016 · 2017 · 2018 · 2019 · 2020 · 2021 · 2022 · 2023 · 2024